# Stazione di Gormanston
La Gormanston railway station è una stazione ferroviaria che fornisce servizio a Gormanston, contea di Meath, Irlanda. Fu aperta nel 25 maggio 1845. Attualmente l'unica linea che vi passa è il Northern Commuter della Dublin Suburban Rail, e dal 2015 vi transiteranno anche i treni della Dublin Area Rapid Transit, Linea2. Una spiaggia piuttosto frequentata da turisti è adiacente alla stazione.
Al primo binario si accede uscendo dalla struttura della stazione, il secondo è accessibile anche attraverso le scale che partono dalla strada.

## Servizi
- Servizi igienici
- Capolinea autolinee
- Biglietteria a sportello
- Biglietteria self-service
- Distribuzione automatica cibi e bevande